# 2. Bundesliga 2013-14
La temporada 2013-14 de la 2. Bundesliga corresponde a la 40.ª edición de la Segunda División de Alemania. La fase regular comenzó a disputarse el 19 de julio de 2013 y terminará el 11 de mayo de 2014.

## Sistema de competición
Participan en la 2. Bundesliga 18 clubes que, siguiendo un calendario establecido por sorteo, se enfrentan entre sí en dos partidos, uno en terreno propio y otro en campo contrario. El ganador de cada partido tiene tres puntos, el empate otorga un punto y la derrota, cero puntos.
El torneo se disputa entre los meses de julio de 2013 y mayo del 2014. Al término de la temporada, los dos primeros clasificados ascenderán a la 1. Bundesliga, y el tercer clasificado disputará su ascenso con el antepenúltimo clasificado de la 1.Bundesliga. Los dos últimos descenderán a la 3. Liga y el antepenúltimo clasificado disputará su permanencia con el tercer clasificado de la 3. Liga.

### Clubes participantes

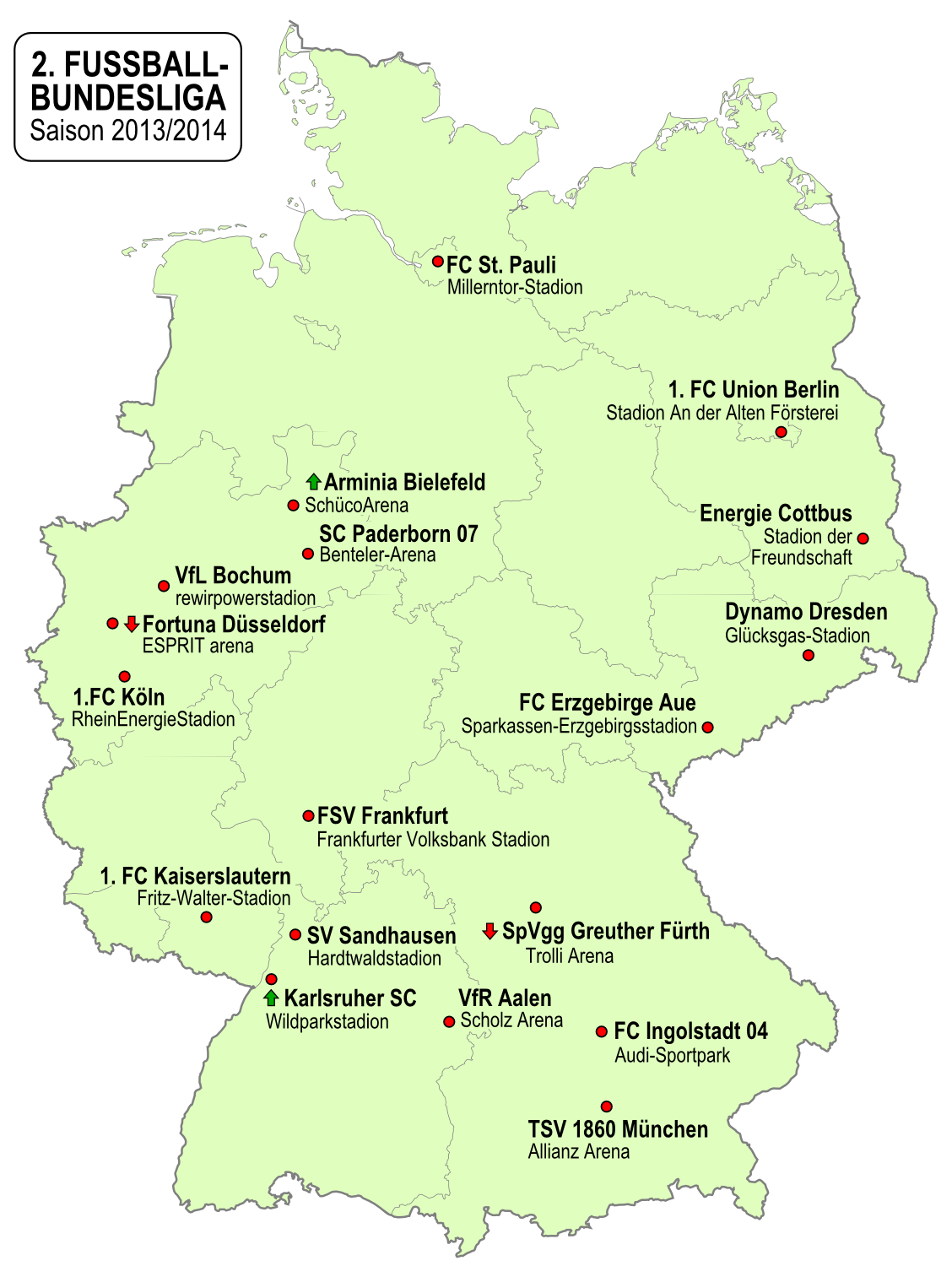
Situación geográfica de los clubes de la 2.Bundesliga en Alemania en la temporada 2013-2014.

| Club                 | Ciudad             | Estadio                       | Aforo  |
| -------------------- | ------------------ | ----------------------------- | ------ |
| Greuther Fürth       | Fürth              | Trolli Arena                  | 18.000 |
| VfL Bochum           | Bochum             | Rewirpowerstadion             | 30.748 |
| Dinamo Dresde        | Dresde             | Glücksgas Stadion             | 32.066 |
| Fortuna Düsseldorf   | Düsseldorf         | ESPRIT arena                  | 54.600 |
| 1. FC Köln           | Colonia            | RheinEnergieStadion           | 50.000 |
| Energie Cottbus      | Cottbus            | Stadion der Freundschaft      | 22.528 |
| FC Erzgebirge Aue    | Aue                | Erzgebirgsstadion             | 16.000 |
| 1. FC Kaiserslautern | Kaiserslautern     | Fritz-Walter-Stadion          | 49.780 |
| FSV Frankfurt        | Fráncfort del Meno | Frankfurter Volksbank Stadion | 10.826 |
| VfR Aalen            | Aalen              | Scholz-Arena                  | 13.251 |
| SV Sandhausen        | Sandhausen         | Hardtwaldstadion              | 12.100 |
| FC Ingolstadt 04     | Ingolstadt         | Audi Sportpark                | 15.445 |
| Arminia Bielefeld    | Bielefeld          | Schüco Arena                  | 27.300 |
| Karlsruher SC        | Karlsruhe          | Wildparkstadion               | 32.306 |
| 1860 Múnich          | Múnich             | Allianz Arena                 | 69.901 |
| SC Paderborn 07      | Paderborn          | Energieteam Arena             | 15.000 |
| FC St. Pauli         | Hamburgo           | Millerntor-Stadion            | 24.487 |
| Union Berlin         | Berlín             | Alte Försterei                | 18.432 |

## Clasificación
- Actualizado el 19 de mayo de 2014

|     | Equipo               | PJ | PG | PE | PP | GF | GC | DG  | PTS |
| --- | -------------------- | -- | -- | -- | -- | -- | -- | --- | --- |
| 1.  | 1. FC Köln           | 34 | 19 | 11 | 4  | 53 | 20 | +33 | 68  |
| 2.  | SC Paderborn 07      | 34 | 18 | 8  | 8  | 63 | 48 | +15 | 62  |
| 3.  | Greuther Fürth       | 34 | 17 | 9  | 8  | 64 | 38 | +26 | 60  |
| 4.  | 1. FC Kaiserslautern | 34 | 15 | 9  | 10 | 55 | 39 | +16 | 54  |
| 5.  | Karlsruher SC        | 34 | 12 | 14 | 8  | 47 | 34 | +13 | 50  |
| 6.  | Fortuna Düsseldorf   | 34 | 13 | 11 | 10 | 45 | 44 | +1  | 50  |
| 7.  | TSV 1860 München     | 34 | 13 | 9  | 12 | 38 | 41 | -3  | 48  |
| 8.  | FC St. Pauli         | 34 | 13 | 9  | 12 | 43 | 48 | -5  | 48  |
| 9.  | 1. FC Union Berlin   | 34 | 11 | 11 | 12 | 48 | 47 | +1  | 44  |
| 10. | FC Ingolstadt 04     | 34 | 11 | 11 | 12 | 34 | 33 | +1  | 44  |
| 11. | VfR Aalen            | 34 | 11 | 11 | 12 | 35 | 39 | -4  | 44  |
| 12. | FSV Frankfurt        | 34 | 11 | 8  | 15 | 46 | 51 | -5  | 44  |
| 13. | SV Sandhausen        | 34 | 12 | 8  | 14 | 29 | 35 | -6  | 44  |
| 14. | FC Erzgebirge Aue    | 34 | 11 | 8  | 15 | 41 | 53 | -12 | 41  |
| 15. | VfL Bochum           | 34 | 11 | 7  | 16 | 30 | 43 | -13 | 40  |
| 16. | Arminia Bielefeld    | 34 | 9  | 8  | 17 | 40 | 58 | -18 | 35  |
| 17. | Dinamo Dresde        | 34 | 5  | 17 | 12 | 36 | 53 | -17 | 32  |
| 18. | Energie Cottbus      | 34 | 6  | 7  | 21 | 35 | 59 | -24 | 25  |

| Legende |                                           |
|         | Asciende a Bundesliga 2014-15             |
|         | Promoción de ascenso a Bundesliga 2014-15 |
|         | Promoción de descenso a 3. Liga 2014-15   |
|         | Desciende a 3. Liga 2014-15               |

## Resultados

### Primera vuelta
| SV Sandhausen      | 0 - 0 | VfR Aalen            | Hardtwald                     | 19 de julio | 18:30 |
| FC Ingolstadt 04   | 1 - 2 | FC Erzgebirge Aue    | Audi Sportpark                | 19 de julio | 18:30 |
| FC St. Pauli       | 1 - 0 | TSV 1860 München     | Millerntor-Stadion            | 19 de julio | 18:30 |
| SC Paderborn 07    | 0 - 1 | 1. FC Kaiserslautern | Energieteam Arena             | 20 de julio | 13:00 |
| Dinamo Dresde      | 1 - 1 | 1. FC Köln           | Glücksgas Stadion             | 20 de julio | 13:00 |
| Greuther Fürth     | 2 - 0 | Arminia Bielefeld    | Trolli Arena                  | 21 de julio | 13:30 |
| FSV Frankfurt      | 0 - 1 | Karlsruher SC        | Frankfurter Volksbank Stadion | 21 de julio | 13:30 |
| 1. FC Union Berlin | 1 - 2 | VfL Bochum           | Alte Försterei                | 21 de julio | 13:30 |
| Fortuna Düsseldorf | 1 - 0 | Energie Cottbus      | ESPRIT arena                  | 22 de julio | 20:15 |

| VfR Aalen            | 0 - 2 | Greuther Fürth     | Scholz-Arena             | 26 de julio | 18:30 |
| Arminia Bielefeld    | 1 - 1 | 1. FC Union Berlin | Schüco Arena             | 26 de julio | 18:30 |
| 1. FC Kaiserslautern | 3 - 1 | FC Ingolstadt 04   | Fritz-Walter-Stadion     | 26 de julio | 18:30 |
| FC Erzgebirge Aue    | 1 - 0 | SV Sandhausen      | Erzgebirgsstadion        | 27 de julio | 13:00 |
| Karlsruher SC        | 0 - 0 | FC St. Pauli       | Wildparkstadion          | 27 de julio | 13:00 |
| TSV 1860 München     | 2 - 1 | FSV Frankfurt      | Allianz Arena            | 28 de julio | 13:30 |
| Energie Cottbus      | 4 - 0 | SC Paderborn 07    | Stadion der Freundschaft | 28 de julio | 13:30 |
| 1. FC Köln           | 1 - 1 | Fortuna Düsseldorf | RheinEnergieStadion      | 28 de julio | 13:30 |
| VfL Bochum           | 1 - 1 | Dinamo Dresde      | Rewirpowerstadion        | 29 de julio | 20:15 |

| Fortuna Düsseldorf | 1 - 2 | TSV 1860 München     | ESPRIT arena                  | 9 de agosto  | 18:30 |
| FSV Frankfurt      | 1 - 0 | VfL Bochum           | Frankfurter Volksbank Stadion | 9 de agosto  | 18:30 |
| Dinamo Dresde      | 1 - 3 | 1. FC Union Berlin   | Glücksgas Stadion             | 9 de agosto  | 18:30 |
| SC Paderborn 07    | 1 - 1 | FC Köln              | Energieteam Arena             | 10 de agosto | 13:00 |
| FC Ingolstadt 04   | 0 - 2 | Karlsruher SC        | Audi Sportpark                | 10 de agosto | 13:00 |
| FC St. Pauli       | 0 - 1 | Arminia Bielefeld    | Millerntor-Stadion            | 11 de agosto | 13:30 |
| SV Sandhausen      | 2 - 2 | Energie Cottbus      | Hardtwald                     | 11 de agosto | 13:30 |
| FC Erzgebirge Aue  | 0 - 1 | VfR Aalen            | Erzgebirgsstadion             | 11 de agosto | 13:30 |
| Greuther Fürth     | 2 - 1 | 1. FC Kaiserslautern | Trolli Arena                  | 12 de agosto | 20:15 |

| Karlsruher SC        | 1 - 2 | Greuther Fürth     | Wildparkstadion          | 16 de agosto | 18:30 |
| Arminia Bielefeld    | 3 - 3 | SC Paderborn 07    | Schüco Arena             | 16 de agosto | 18:30 |
| VfL Bochum           | 2 - 2 | FC St. Pauli       | Rewirpowerstadion        | 16 de agosto | 18:30 |
| 1. FC Kaiserslautern | 2 - 1 | FC Erzgebirge Aue  | Fritz-Walter-Stadion     | 17 de agosto | 13:00 |
| 1. FC Köln           | 2 - 0 | SV Sandhausen      | RheinEnergieStadion      | 17 de agosto | 13:00 |
| TSV 1860 München     | 1 - 0 | FC Ingolstadt 04   | Allianz Arena            | 18 de agosto | 13:30 |
| Energie Cottbus      | 5 - 1 | VfR Aalen          | Stadion der Freundschaft | 18 de agosto | 13:30 |
| Dinamo Dresde        | 0 - 3 | FSV Frankfurt      | Glücksgas Stadion        | 18 de agosto | 13:30 |
| 1. FC Union Berlin   | 2 - 1 | Fortuna Düsseldorf | Alte Försterei           | 19 de agosto | 20:15 |

| SV Sandhausen      | 1 - 1 | Karlsruher SC        | Hardtwald                     | 23 de agosto | 18:30 |
| FC Ingolstadt 04   | 3 - 2 | Arminia Bielefeld    | Audi Sportpark                | 23 de agosto | 18:30 |
| FC Erzgebirge Aue  | 2 - 1 | Energie Cottbus      | Erzgebirgsstadion             | 23 de agosto | 18:30 |
| Greuther Fürth     | 0 - 0 | 1. FC Köln           | Trolli Arena                  | 24 de agosto | 13:00 |
| VfR Aalen          | 4 - 0 | 1. FC Kaiserslautern | Scholz-Arena                  | 24 de agosto | 13:00 |
| Fortuna Düsseldorf | 1 - 0 | VfL Bochum           | ESPRIT arena                  | 25 de agosto | 13:30 |
| FSV Frankfurt      | 1 - 1 | 1. FC Union Berlin   | Frankfurter Volksbank Stadion | 25 de agosto | 13:30 |
| SC Paderborn 07    | 1 - 0 | TSV 1860 München     | Energieteam Arena             | 25 de agosto | 13:30 |
| FC St. Pauli       | 2 - 1 | Dinamo Dresde        | Millerntor-Stadion            | 26 de agosto | 20:15 |

| FSV Frankfurt        | 1 - 1 | Greuther Fürth     | Frankfurter Volksbank Stadion | 30 de agosto    | 18:30 |
| TSV 1860 München     | 0 - 2 | SV Sandhausen      | Allianz Arena                 | 30 de agosto    | 18:30 |
| Arminia Bielefeld    | 4 - 2 | Fortuna Düsseldorf | Schüco Arena                  | 30 de agosto    | 18:30 |
| 1. FC Union Berlin   | 3 - 2 | FC St. Pauli       | Alte Försterei                | 31 de agosto    | 13:00 |
| VfL Bochum           | 4 - 2 | SC Paderborn 07    | Rewirpowerstadion             | 31 de agosto    | 13:00 |
| 1. FC Köln           | 4 - 1 | FC Erzgebirge Aue  | RheinEnergieStadion           | 1 de septiembre | 13:30 |
| Dinamo Dresde        | 1 - 1 | FC Ingolstadt 04   | Glücksgas Stadion             | 1 de septiembre | 13:30 |
| Karlsruher SC        | 1 - 1 | VfR Aalen          | Wildparkstadion               | 1 de septiembre | 13:30 |
| 1. FC Kaiserslautern | 2 - 2 | Energie Cottbus    | Fritz-Walter-Stadion          | 2 de septiembre | 20:15 |

| VfR Aalen          | 0 - 0 | TSV 1860 München     | Scholz-Arena             | 13 de septiembre | 18:30 |
| SC Paderborn 07    | 1 - 0 | Karlsruher SC        | Energieteam Arena        | 13 de septiembre | 18:30 |
| FC Erzgebirge Aue  | 0 - 2 | Arminia Bielefeld    | Erzgebirgsstadion        | 13 de septiembre | 18:30 |
| FC St. Pauli       | 2 - 1 | FSV Frankfurt        | Millerntor-Stadion       | 14 de septiembre | 13:00 |
| SV Sandhausen      | 1 - 0 | 1. FC Kaiserslautern | Hardtwald                | 14 de septiembre | 13:00 |
| Fortuna Düsseldorf | 1 - 1 | Dinamo Dresde        | ESPRIT arena             | 15 de septiembre | 13:30 |
| Greuther Fürth     | 0 - 2 | VfL Bochum           | Trolli Arena             | 15 de septiembre | 13:30 |
| FC Ingolstadt 04   | 0 - 1 | 1. FC Union Berlin   | Audi Sportpark           | 15 de septiembre | 13:30 |
| Energie Cottbus    | 0 - 4 | 1. FC Köln           | Stadion der Freundschaft | 16 de septiembre | 20:15 |

| 1. FC Köln         | 0 - 0 | 1. FC Kaiserslautern | RheinEnergieStadion           | 20 de septiembre | 18:30 |
| 1. FC Union Berlin | 2 - 4 | Greuther Fürth       | Alte Försterei                | 20 de septiembre | 18:30 |
| Karlsruher SC      | 2 - 0 | Energie Cottbus      | Wildparkstadion               | 20 de septiembre | 18:30 |
| TSV 1860 München   | 3 - 1 | FC Erzgebirge Aue    | Allianz Arena                 | 21 de septiembre | 13:00 |
| VfL Bochum         | 1 - 2 | VfR Aalen            | Rewirpowerstadion             | 21 de septiembre | 13:00 |
| Arminia Bielefeld  | 2 - 1 | SV Sandhausen        | Schüco Arena                  | 21 de septiembre | 13:00 |
| FSV Frankfurt      | 4 - 1 | FC Ingolstadt 04     | Frankfurter Volksbank Stadion | 22 de septiembre | 13:30 |
| Dinamo Dresde      | 2 - 2 | SC Paderborn 07      | Glücksgas Stadion             | 22 de septiembre | 13:30 |
| FC St. Pauli       | 1 - 1 | Fortuna Düsseldorf   | Millerntor-Stadion            | 23 de septiembre | 20:15 |

| Energie Cottbus      | 4 - 2 | Arminia Bielefeld  | Stadion der Freundschaft | 27 de septiembre | 18:30 |
| VfR Aalen            | 0 - 1 | 1. FC Köln         | Scholz-Arena             | 27 de septiembre | 18:30 |
| FC Erzgebirge Aue    | 3 - 0 | Karlsruher SC      | Erzgebirgsstadion        | 27 de septiembre | 18:30 |
| Fortuna Düsseldorf   | 0 - 0 | FSV Frankfurt      | ESPRIT arena             | 28 de septiembre | 13:00 |
| SC Paderborn 07      | 0 - 3 | 1. FC Union Berlin | Energieteam Arena        | 28 de septiembre | 13:00 |
| 1. FC Kaiserslautern | 3 - 0 | TSV 1860 München   | Fritz-Walter-Stadion     | 29 de septiembre | 13:30 |
| SV Sandhausen        | 1 - 0 | VfL Bochum         | Hardtwald                | 29 de septiembre | 13:30 |
| FC Ingolstadt 04     | 1 - 2 | FC St. Pauli       | Audi Sportpark           | 29 de septiembre | 13:30 |
| Greuther Fürth       | 4 - 0 | Dinamo Dresde      | Trolli Arena             | 30 de septiembre | 20:15 |

| 1. FC Union Berlin | 3 - 0 | SV Sandhausen        | Alte Försterei                | 4 de octubre | 18:30 |
| FC St. Pauli       | 1 - 2 | SC Paderborn 07      | Millerntor-Stadion            | 4 de octubre | 18:30 |
| Arminia Bielefeld  | 0 - 3 | 1. FC Kaiserslautern | Schüco Arena                  | 4 de octubre | 18:30 |
| Dinamo Dresde      | 2 - 0 | VfR Aalen            | Glücksgas Stadion             | 5 de octubre | 13:00 |
| Karlsruher SC      | 1 - 2 | 1. FC Köln           | Wildparkstadion               | 5 de octubre | 13:00 |
| FSV Frankfurt      | 3 - 1 | FC Erzgebirge Aue    | Frankfurter Volksbank Stadion | 6 de octubre | 13:30 |
| TSV 1860 München   | 0 - 0 | Energie Cottbus      | Allianz Arena                 | 6 de octubre | 13:30 |
| VfL Bochum         | 0 - 1 | FC Ingolstadt 04     | Rewirpowerstadion             | 6 de octubre | 13:30 |
| Fortuna Düsseldorf | 2 - 1 | Greuther Fürth       | ESPRIT arena                  | 7 de octubre | 20:15 |

| Energie Cottbus      | 0 - 0 | 1. FC Union Berlin | Stadion der Freundschaft | 18 de octubre | 18:30 |
| VfR Aalen            | 3 - 0 | Arminia Bielefeld  | Scholz-Arena             | 18 de octubre | 18:30 |
| SC Paderborn 07      | 4 - 2 | FSV Frankfurt      | Energieteam Arena        | 18 de octubre | 18:30 |
| SV Sandhausen        | 0 - 0 | Dinamo Dresde      | Hardtwald                | 19 de octubre | 13:00 |
| FC Erzgebirge Aue    | 2 - 1 | VfL Bochum         | Erzgebirgsstadion        | 19 de octubre | 13:00 |
| Greuther Fürth       | 2 - 4 | FC St. Pauli       | Trolli Arena             | 20 de octubre | 13:30 |
| 1. FC Kaiserslautern | 2 - 2 | Karlsruher SC      | Fritz-Walter-Stadion     | 20 de octubre | 13:30 |
| FC Ingolstadt 04     | 1 - 2 | Fortuna Düsseldorf | Audi Sportpark           | 20 de octubre | 13:30 |
| 1. FC Köln           | 0 - 0 | TSV 1860 München   | RheinEnergieStadion      | 21 de octubre | 20:15 |

| Greuther Fürth     | 0 - 1 | FC Ingolstadt 04     | Trolli Arena                  | 25 de octubre | 18:30 |
| FC St. Pauli       | 0 - 0 | SV Sandhausen        | Millerntor-Stadion            | 25 de octubre | 18:30 |
| Arminia Bielefeld  | 0 - 1 | 1. FC Köln           | Schüco Arena                  | 25 de octubre | 18:30 |
| Fortuna Düsseldorf | 1 - 6 | SC Paderborn 07      | ESPRIT arena                  | 26 de octubre | 13:00 |
| FSV Frankfurt      | 0 - 0 | VfR Aalen            | Frankfurter Volksbank Stadion | 26 de octubre | 13:00 |
| 1. FC Union Berlin | 1 - 0 | FC Erzgebirge Aue    | Alte Försterei                | 27 de octubre | 13:30 |
| Dinamo Dresde      | 1 - 0 | Energie Cottbus      | Glücksgas Stadion             | 27 de octubre | 13:30 |
| Karlsruher SC      | 2 - 1 | TSV 1860 München     | Wildparkstadion               | 27 de octubre | 13:30 |
| VfL Bochum         | 0 - 0 | 1. FC Kaiserslautern | Rewirpowerstadion             | 28 de octubre | 20:15 |

| Energie Cottbus      | 0 - 1 | VfL Bochum         | Stadion der Freundschaft | 1 de noviembre | 18:30 |
| VfR Aalen            | 1 - 0 | Fortuna Düsseldorf | Scholz-Arena             | 1 de noviembre | 18:30 |
| SC Paderborn 07      | 1 - 1 | FC Ingolstadt 04   | Energieteam Arena        | 1 de noviembre | 18:30 |
| 1. FC Kaiserslautern | 4 - 1 | FC St. Pauli       | Fritz-Walter-Stadion     | 2 de noviembre | 13:00 |
| FC Erzgebirge Aue    | 2 - 6 | Greuther Fürth     | Erzgebirgsstadion        | 2 de noviembre | 13:00 |
| TSV 1860 München     | 1 - 3 | Dinamo Dresde      | Allianz Arena            | 3 de noviembre | 13:30 |
| SV Sandhausen        | 2 - 0 | FSV Frankfurt      | Hardtwald                | 3 de noviembre | 13:30 |
| Karlsruher SC        | 3 - 1 | Arminia Bielefeld  | Wildparkstadion          | 3 de noviembre | 13:30 |
| 1. FC Köln           | 4 - 0 | 1. FC Union Berlin | RheinEnergieStadion      | 4 de noviembre | 20:15 |

| Greuther Fürth     | 3 - 0 | SC Paderborn 07      | Trolli Arena                  | 8 de noviembre  | 18:30 |
| FSV Frankfurt      | 0 - 4 | 1. FC Kaiserslautern | Frankfurter Volksbank Stadion | 8 de noviembre  | 18:30 |
| FC Ingolstadt 04   | 2 - 0 | VfR Aalen            | Audi Sportpark                | 8 de noviembre  | 18:30 |
| 1. FC Union Berlin | 0 - 0 | Karlsruher SC        | Alte Försterei                | 9 de noviembre  | 13:00 |
| Arminia Bielefeld  | 0 - 1 | TSV 1860 München     | Schüco Arena                  | 9 de noviembre  | 13:00 |
| Fortuna Düsseldorf | 1 - 0 | SV Sandhausen        | ESPRIT arena                  | 10 de noviembre | 13:30 |
| VfL Bochum         | 1 - 0 | 1. FC Köln           | Rewirpowerstadion             | 10 de noviembre | 13:30 |
| Dinamo Dresde      | 1 - 1 | FC Erzgebirge Aue    | Glücksgas Stadion             | 10 de noviembre | 13:30 |
| FC St. Pauli       | 3 - 0 | Energie Cottbus      | Millerntor-Stadion            | 11 de noviembre | 20:15 |

| Energie Cottbus      | 1 - 4 | FSV Frankfurt      | Stadion der Freundschaft | 22 de noviembre | 18:30 |
| SV Sandhausen        | 3 - 2 | SC Paderborn 07    | Hardtwald                | 22 de noviembre | 18:30 |
| Arminia Bielefeld    | 0 - 2 | VfL Bochum         | Schüco Arena             | 22 de noviembre | 18:30 |
| 1. FC Kaiserslautern | 3 - 0 | 1. FC Union Berlin | Fritz-Walter-Stadion     | 23 de noviembre | 13:00 |
| 1. FC Köln           | 0 - 1 | FC Ingolstadt 04   | RheinEnergieStadion      | 23 de noviembre | 13:00 |
| VfR Aalen            | 0 - 1 | FC St. Pauli       | Scholz-Arena             | 24 de noviembre | 13:30 |
| FC Erzgebirge Aue    | 3 - 0 | Fortuna Düsseldorf | Erzgebirgsstadion        | 24 de noviembre | 13:30 |
| Karlsruher SC        | 3 - 0 | Dinamo Dresde      | Wildparkstadion          | 24 de noviembre | 13:30 |
| TSV 1860 München     | 1 - 0 | Greuther Fürth     | Allianz Arena            | 25 de noviembre | 20:15 |

| Fortuna Düsseldorf | 0 - 2 | Karlsruher SC        | ESPRIT arena                  | 29 de noviembre | 18:30 |
| 1. FC Union Berlin | 1 - 3 | VfR Aalen            | Alte Försterei                | 29 de noviembre | 18:30 |
| FC St. Pauli       | 0 - 3 | 1. FC Köln           | Millerntor-Stadion            | 29 de noviembre | 18:30 |
| FC Ingolstadt 04   | 0 - 2 | SV Sandhausen        | Audi Sportpark                | 30 de noviembre | 13:00 |
| Dinamo Dresde      | 3 - 2 | 1. FC Kaiserslautern | Glücksgas Stadion             | 30 de noviembre | 13:00 |
| Greuther Fürth     | 1 - 0 | Energie Cottbus      | Trolli Arena                  | 1 de diciembre  | 13:30 |
| SC Paderborn 07    | 1 - 1 | FC Erzgebirge Aue    | Energieteam Arena             | 1 de diciembre  | 13:30 |
| VfL Bochum         | 1 - 2 | TSV 1860 München     | Rewirpowerstadion             | 1 de diciembre  | 13:30 |
| FSV Frankfurt      | 1 - 2 | Arminia Bielefeld    | Frankfurter Volksbank Stadion | 2 de diciembre  | 20:15 |

| FC Erzgebirge Aue    | 0 - 2 | FC St. Pauli       | Erzgebirgsstadion        | 6 de diciembre | 18:30 |
| Karlsruher SC        | 0 - 0 | VfL Bochum         | Wildparkstadion          | 6 de diciembre | 18:30 |
| Arminia Bielefeld    | 1 - 1 | Dinamo Dresde      | Schüco Arena             | 6 de diciembre | 18:30 |
| 1. FC Köln           | 2 - 0 | FSV Frankfurt      | RheinEnergieStadion      | 7 de diciembre | 13:00 |
| TSV 1860 München     | 2 - 1 | 1. FC Union Berlin | Allianz Arena            | 7 de diciembre | 13:00 |
| Energie Cottbus      | 1 - 2 | FC Ingolstadt 04   | Stadion der Freundschaft | 8 de diciembre | 13:30 |
| VfR Aalen            | 2 - 4 | SC Paderborn 07    | Scholz-Arena             | 8 de diciembre | 13:30 |
| SV Sandhausen        | 1 - 3 | Greuther Fürth     | Hardtwald                | 8 de diciembre | 13:30 |
| 1. FC Kaiserslautern | 0 - 1 | Fortuna Düsseldorf | Fritz-Walter-Stadion     | 9 de diciembre | 20:15 |

### Segunda rueda
| 1. FC Kaiserslautern | 0 - 1 | SC Paderborn 07    | Fritz-Walter-Stadion     | 13 de diciembre | 18:30 |
| 1. FC Köln           | 3 - 1 | Dinamo Dresde      | RheinEnergieStadion      | 13 de diciembre | 18:30 |
| VfR Aalen            | 0 - 0 | SV Sandhausen      | Scholz-Arena             | 13 de diciembre | 18:30 |
| Energie Cottbus      | 1 - 3 | Fortuna Düsseldorf | Stadion der Freundschaft | 14 de diciembre | 13:00 |
| VfL Bochum           | 0 - 4 | 1. FC Union Berlin | Rewirpowerstadion        | 14 de diciembre | 13:00 |
| FC Erzgebirge Aue    | 0 - 0 | FC Ingolstadt 04   | Erzgebirgsstadion        | 15 de diciembre | 13:30 |
| Karlsruher SC        | 3 - 3 | FSV Frankfurt      | Wildparkstadion          | 15 de diciembre | 13:30 |
| Arminia Bielefeld    | 4 - 1 | Greuther Fürth     | Schüco Arena             | 15 de diciembre | 13:30 |
| TSV 1860 München     | 0 - 2 | FC St. Pauli       | Allianz Arena            | 16 de diciembre | 20:15 |

| FC St. Pauli       | 0 - 2 | Karlsruher SC        | Millerntor-Stadion            | 20 de diciembre | 18:30 |
| SV Sandhausen      | 1 - 0 | FC Erzgebirge Aue    | Hardtwald                     | 20 de diciembre | 18:30 |
| Dinamo Dresde      | 0 - 0 | VfL Bochum           | Glücksgas Stadion             | 20 de diciembre | 18:30 |
| FSV Frankfurt      | 2 - 2 | TSV 1860 München     | Frankfurter Volksbank Stadion | 21 de diciembre | 13:00 |
| 1. FC Union Berlin | 4 - 2 | Arminia Bielefeld    | Alte Försterei                | 21 de diciembre | 13:00 |
| Greuther Fürth     | 1 - 0 | VfR Aalen            | Trolli Arena                  | 22 de diciembre | 13:30 |
| SC Paderborn 07    | 1 - 0 | Energie Cottbus      | Energieteam Arena             | 22 de diciembre | 13:30 |
| Fortuna Düsseldorf | 2 - 3 | 1. FC Köln           | ESPRIT arena                  | 22 de diciembre | 13:30 |
| FC Ingolstadt 04   | 1 - 2 | 1. FC Kaiserslautern | Audi Sportpark                | 23 de diciembre | 20:15 |

| Energie Cottbus      | 0 - 1 | SV Sandhausen      | Stadion der Freundschaft | 7 de febrero  | 18:30 |
| VfR Aalen            | 2 - 2 | FC Erzgebirge Aue  | Scholz-Arena             | 7 de febrero  | 18:30 |
| VfL Bochum           | 1 - 2 | FSV Frankfurt      | Rewirpowerstadion        | 7 de febrero  | 18:30 |
| 1. FC Kaiserslautern | 2 - 1 | Greuther Fürth     | Fritz-Walter-Stadion     | 8 de febrero  | 13:00 |
| 1. FC Union Berlin   | 0 - 0 | Dinamo Dresde      | Alte Försterei           | 8 de febrero  | 13:00 |
| 1. FC Köln           | 0 - 1 | SC Paderborn 07    | RheinEnergieStadion      | 9 de febrero  | 13:30 |
| Karlsruher SC        | 1 - 1 | FC Ingolstadt 04   | Wildparkstadion          | 9 de febrero  | 13:30 |
| Arminia Bielefeld    | 2 - 2 | FC St. Pauli       | Schüco Arena             | 9 de febrero  | 13:30 |
| TSV 1860 München     | 1 - 1 | Fortuna Düsseldorf | Allianz Arena            | 10 de febrero | 20:15 |

| Fortuna Düsseldorf | 1 - 1 | 1. FC Union Berlin   | ESPRIT arena                  | 14 de febrero | 18:30 |
| Greuther Fürth     | 1 - 1 | Karlsruher SC        | Trolli Arena                  | 14 de febrero | 18:30 |
| FC Ingolstadt 04   | 2 - 0 | TSV 1860 München     | Audi Sportpark                | 14 de febrero | 18:30 |
| FSV Frankfurt      | 3 - 2 | Dinamo Dresde        | Frankfurter Volksbank Stadion | 15 de febrero | 13:00 |
| FC St. Pauli       | 0 - 1 | VfL Bochum           | Millerntor-Stadion            | 15 de febrero | 13:00 |
| VfR Aalen          | 2 - 2 | Energie Cottbus      | Scholz-Arena                  | 16 de febrero | 13:30 |
| SV Sandhausen      | 0 - 1 | 1. FC Köln           | Hardtwald                     | 16 de febrero | 13:30 |
| SC Paderborn 07    | 4 - 0 | Arminia Bielefeld    | Energieteam Arena             | 16 de febrero | 13:30 |
| FC Erzgebirge Aue  | 1 - 0 | 1. FC Kaiserslautern | Erzgebirgsstadion             | 17 de febrero | 20:15 |

| 1. FC Union Berlin   | 2 - 0 | FSV Frankfurt      | Alte Försterei           | 21 de febrero | 18:30 |
| Energie Cottbus      | 2 - 3 | FC Erzgebirge Aue  | Stadion der Freundschaft | 21 de febrero | 18:30 |
| Arminia Bielefeld    | 0 - 2 | FC Ingolstadt 04   | Schüco Arena             | 21 de febrero | 18:30 |
| TSV 1860 München     | 2 - 2 | SC Paderborn 07    | Allianz Arena            | 22 de febrero | 13:00 |
| Karlsruher SC        | 2 - 1 | SV Sandhausen      | Wildparkstadion          | 22 de febrero | 13:00 |
| 1. FC Kaiserslautern | 1 - 2 | VfR Aalen          | Fritz-Walter-Stadion     | 23 de febrero | 13:30 |
| VfL Bochum           | 0 - 0 | Fortuna Düsseldorf | Rewirpowerstadion        | 23 de febrero | 13:30 |
| Dinamo Dresde        | 1 - 2 | FC St. Pauli       | Glücksgas Stadion        | 23 de febrero | 13:30 |
| 1. FC Köln           | 1 - 1 | Greuther Fürth     | RheinEnergieStadion      | 24 de febrero | 20:15 |

| Fortuna Düsseldorf | 2 - 0 | Arminia Bielefeld    | ESPRIT arena             | 28 de febrero | 18:30 |
| Energie Cottbus    | 1 - 0 | 1. FC Kaiserslautern | Stadion der Freundschaft | 28 de febrero | 18:30 |
| SC Paderborn 07    | 4 - 1 | VfL Bochum           | Energieteam Arena        | 28 de febrero | 18:30 |
| SV Sandhausen      | 0 - 0 | TSV 1860 München     | Hardtwald                | 1 de marzo    | 13:00 |
| FC Erzgebirge Aue  | 2 - 2 | 1. FC Köln           | Erzgebirgsstadion        | 1 de marzo    | 13:00 |
| Greuther Fürth     | 3 - 2 | FSV Frankfurt        | Trolli Arena             | 2 de marzo    | 13:30 |
| VfR Aalen          | 1 - 0 | Karlsruher SC        | Scholz-Arena             | 2 de marzo    | 13:30 |
| FC Ingolstadt 04   | 1 - 1 | Dinamo Dresde        | Audi Sportpark           | 2 de marzo    | 13:30 |
| FC St. Pauli       | 2 - 1 | 1. FC Union Berlin   | Millerntor-Stadion       | 3 de marzo    | 20:15 |

| 1. FC Kaiserslautern | 2 - 1 | SV Sandhausen      | Fritz-Walter-Stadion          | 7 de marzo  | 18:30 |
| TSV 1860 München     | 4 - 0 | VfR Aalen          | Allianz Arena                 | 7 de marzo  | 18:30 |
| 1. FC Köln           | 2 - 1 | Energie Cottbus    | RheinEnergieStadion           | 7 de marzo  | 18:30 |
| 1. FC Union Berlin   | 1 - 1 | FC Ingolstadt 04   | Alte Försterei                | 8 de marzo  | 13:00 |
| Arminia Bielefeld    | 1 - 0 | FC Erzgebirge Aue  | Schüco Arena                  | 8 de marzo  | 13:00 |
| FSV Frankfurt        | 1 - 0 | FC St. Pauli       | Frankfurter Volksbank Stadion | 9 de marzo  | 13:30 |
| Dinamo Dresde        | 1 - 1 | Fortuna Düsseldorf | Glücksgas Stadion             | 9 de marzo  | 13:30 |
| Karlsruher SC        | 4 - 0 | SC Paderborn 07    | Wildparkstadion               | 9 de marzo  | 13:30 |
| VfL Bochum           | 0 - 2 | Greuther Fürth     | Rewirpowerstadion             | 10 de marzo | 20:15 |

| VfR Aalen            | 0 - 2 | VfL Bochum         | Scholz-Arena             | 14 de marzo | 18:30 |
| SC Paderborn 07      | 2 - 1 | Dinamo Dresde      | Energieteam Arena        | 14 de marzo | 18:30 |
| FC Ingolstadt 04     | 0 - 1 | FSV Frankfurt      | Audi Sportpark           | 14 de marzo | 18:30 |
| Energie Cottbus      | 1 - 0 | Karlsruher SC      | Stadion der Freundschaft | 15 de marzo | 13:00 |
| FC Erzgebirge Aue    | 2 - 2 | TSV 1860 München   | Erzgebirgsstadion        | 15 de marzo | 13:00 |
| Fortuna Düsseldorf   | 0 - 2 | FC St. Pauli       | ESPRIT arena             | 16 de marzo | 13:30 |
| Greuther Fürth       | 1 - 1 | 1. FC Union Berlin | Trolli Arena             | 16 de marzo | 13:30 |
| SV Sandhausen        | 1 - 0 | Arminia Bielefeld  | Hardtwald                | 16 de marzo | 13:30 |
| 1. FC Kaiserslautern | 0 - 0 | 1. FC Köln         | Fritz-Walter-Stadion     | 17 de marzo | 20:15 |

| 1. FC Union Berlin | 1 - 1 | SC Paderborn 07      | Alte Försterei                | 21 de marzo | 18:30 |
| VfL Bochum         | 0 - 1 | SV Sandhausen        | Rewirpowerstadion             | 21 de marzo | 18:30 |
| Dinamo Dresde      | 1 - 1 | Greuther Fürth       | Glücksgas Stadion             | 21 de marzo | 18:30 |
| FSV Frankfurt      | 0 - 0 | Fortuna Düsseldorf   | Frankfurter Volksbank Stadion | 22 de marzo | 13:00 |
| 1. FC Köln         | 0 - 0 | VfR Aalen            | RheinEnergieStadion           | 22 de marzo | 13:00 |
| FC St. Pauli       | 0 - 0 | FC Ingolstadt 04     | Millerntor-Stadion            | 22 de marzo | 13:00 |
| TSV 1860 München   | 0 - 1 | 1. FC Kaiserslautern | Allianz Arena                 | 23 de marzo | 13:30 |
| Karlsruher SC      | 1 - 1 | FC Erzgebirge Aue    | Wildparkstadion               | 23 de marzo | 13:30 |
| Arminia Bielefeld  | 1 - 3 | Energie Cottbus      | Schüco Arena                  | 23 de marzo | 13:30 |

| Greuther Fürth       | 4 - 1 | Fortuna Düsseldorf | Trolli Arena             | 25 de marzo | 20:00 |
| VfR Aalen            | 1 - 1 | Dinamo Dresde      | Scholz-Arena             | 25 de marzo | 20:00 |
| SV Sandhausen        | 2 - 1 | 1. FC Union Berlin | Hardtwald                | 25 de marzo | 20:00 |
| SC Paderborn 07      | 3 - 0 | FC St. Pauli       | Energieteam Arena        | 25 de marzo | 20:00 |
| FC Ingolstadt 04     | 3 - 0 | VfL Bochum         | Audi Sportpark           | 25 de marzo | 20:00 |
| 1. FC Kaiserslautern | 1 - 1 | Arminia Bielefeld  | Fritz-Walter-Stadion     | 26 de marzo | 20:00 |
| 1. FC Köln           | 2 - 0 | Karlsruher SC      | RheinEnergieStadion      | 26 de marzo | 20:00 |
| Energie Cottbus      | 1 - 2 | TSV 1860 München   | Stadion der Freundschaft | 26 de marzo | 20:00 |
| FC Erzgebirge Aue    | 2 - 1 | FSV Frankfurt      | Erzgebirgsstadion        | 26 de marzo | 20:00 |

| Fortuna Düsseldorf | 0 - 0 | FC Ingolstadt 04     | ESPRIT arena                  | 28 de marzo | 18:30 |
| FC St. Pauli       | 2 - 2 | Greuther Fürth       | Millerntor-Stadion            | 28 de marzo | 18:30 |
| Dinamo Dresde      | 0 - 0 | SV Sandhausen        | Glücksgas Stadion             | 28 de marzo | 18:30 |
| VfL Bochum         | 1 - 0 | FC Erzgebirge Aue    | Rewirpowerstadion             | 29 de marzo | 13:00 |
| Karlsruher SC      | 2 - 2 | 1. FC Kaiserslautern | Wildparkstadion               | 29 de marzo | 13:00 |
| FSV Frankfurt      | 1 - 3 | SC Paderborn 07      | Frankfurter Volksbank Stadion | 30 de marzo | 13:30 |
| TSV 1860 München   | 0 - 1 | 1. FC Köln           | Allianz Arena                 | 30 de marzo | 13:30 |
| Arminia Bielefeld  | 0 - 0 | VfR Aalen            | Schüco Arena                  | 30 de marzo | 13:30 |
| 1. FC Union Berlin | 2 - 0 | Energie Cottbus      | Alte Försterei                | 31 de marzo | 20:15 |

| Energie Cottbus      | 0 - 0 | Dinamo Dresde      | Stadion der Freundschaft | 4 de abril | 18:30 |
| VfR Aalen            | 2 - 1 | FSV Frankfurt      | Scholz-Arena             | 4 de abril | 18:30 |
| SC Paderborn 07      | 1 - 2 | Fortuna Düsseldorf | Energieteam Arena        | 4 de abril | 18:30 |
| 1. FC Köln           | 2 - 0 | Arminia Bielefeld  | RheinEnergieStadion      | 5 de abril | 13:00 |
| SV Sandhausen        | 2 - 3 | FC St. Pauli       | Hardtwald                | 5 de abril | 13:00 |
| 1. FC Kaiserslautern | 1 - 1 | VfL Bochum         | Fritz-Walter-Stadion     | 6 de abril | 13:30 |
| TSV 1860 München     | 0 - 3 | Karlsruher SC      | Allianz Arena            | 6 de abril | 13:30 |
| FC Erzgebirge Aue    | 3 - 2 | 1. FC Union Berlin | Erzgebirgsstadion        | 6 de abril | 13:30 |
| FC Ingolstadt 04     | 0 - 0 | Greuther Fürth     | Audi Sportpark           | 7 de abril | 20:15 |

| 1. FC Union Berlin | 1 - 2 | 1. FC Köln           | Alte Försterei                | 11 de abril | 18:30 |
| FC St. Pauli       | 2 - 3 | 1. FC Kaiserslautern | Millerntor-Stadion            | 11 de abril | 18:30 |
| FC Ingolstadt 04   | 1 - 2 | SC Paderborn 07      | Audi Sportpark                | 11 de abril | 18:30 |
| Greuther Fürth     | 2 - 1 | FC Erzgebirge Aue    | Trolli Arena                  | 12 de abril | 13:00 |
| Arminia Bielefeld  | 0 - 0 | Karlsruher SC        | Schüco Arena                  | 12 de abril | 13:00 |
| Fortuna Düsseldorf | 3 - 1 | VfR Aalen            | ESPRIT arena                  | 13 de abril | 13:30 |
| FSV Frankfurt      | 0 - 3 | SV Sandhausen        | Frankfurter Volksbank Stadion | 13 de abril | 13:30 |
| VfL Bochum         | 2 - 1 | Energie Cottbus      | Rewirpowerstadion             | 13 de abril | 13:30 |
| Dinamo Dresde      | 4 - 2 | TSV 1860 München     | Glücksgas Stadion             | 14 de abril | 20:15 |

| Energie Cottbus      | 1 - 1 | FC St. Pauli       | Stadion der Freundschaft | 17 de abril | 18:30 |
| SV Sandhausen        | 0 - 3 | Fortuna Düsseldorf | Hardtwald                | 17 de abril | 18:30 |
| FC Erzgebirge Aue    | 2 - 0 | Dinamo Dresde      | Erzgebirgsstadion        | 17 de abril | 18:30 |
| TSV 1860 München     | 2 - 1 | Arminia Bielefeld  | Allianz Arena            | 19 de abril | 13:00 |
| Karlsruher SC        | 3 - 2 | 1. FC Union Berlin | Wildparkstadion          | 19 de abril | 13:00 |
| 1. FC Kaiserslautern | 3 - 2 | FSV Frankfurt      | Fritz-Walter-Stadion     | 20 de abril | 13:30 |
| VfR Aalen            | 0 - 0 | FC Ingolstadt 04   | Scholz-Arena             | 20 de abril | 13:30 |
| SC Paderborn 07      | 2 - 2 | Greuther Fürth     | Energieteam Arena        | 20 de abril | 13:30 |
| 1. FC Köln           | 3 - 1 | VfL Bochum         | RheinEnergieStadion      | 21 de abril | 20:15 |

| Greuther Fürth     | 1 - 2 | TSV 1860 München     | Trolli Arena                  | 25 de abril | 18:30 |
| FC Ingolstadt 04   | 1 - 1 | 1. FC Köln           | Audi Sportpark                | 25 de abril | 18:30 |
| VfL Bochum         | 1 - 4 | Arminia Bielefeld    | Rewirpowerstadion             | 25 de abril | 18:30 |
| Fortuna Düsseldorf | 4 - 0 | FC Erzgebirge Aue    | ESPRIT arena                  | 26 de abril | 13:00 |
| FSV Frankfurt      | 3 - 1 | Energie Cottbus      | Frankfurter Volksbank Stadion | 26 de abril | 13:00 |
| FC St. Pauli       | 0 - 3 | VfR Aalen            | Millerntor-Stadion            | 27 de abril | 13:30 |
| SC Paderborn 07    | 2 - 0 | SV Sandhausen        | Energieteam Arena             | 27 de abril | 13:30 |
| Dinamo Dresde      | 2 - 2 | Karlsruher SC        | Glücksgas Stadion             | 27 de abril | 13:30 |
| 1. FC Union Berlin | 1 - 1 | 1. FC Kaiserslautern | Alte Försterei                | 28 de abril | 20:15 |

| 1. FC Kaiserslautern | 4 - 0 | Dinamo Dresde      | Fritz-Walter-Stadion     | 4 de mayo | 15:30 |
| 1. FC Köln           | 4 - 0 | FC St. Pauli       | RheinEnergieStadion      | 4 de mayo | 15:30 |
| TSV 1860 München     | 2 - 0 | VfL Bochum         | Allianz Arena            | 4 de mayo | 15:30 |
| Energie Cottbus      | 0 - 6 | Greuther Fürth     | Stadion der Freundschaft | 4 de mayo | 15:30 |
| VfR Aalen            | 3 - 0 | 1. FC Union Berlin | Scholz-Arena             | 4 de mayo | 15:30 |
| SV Sandhausen        | 0 - 2 | FC Ingolstadt 04   | Hardtwald                | 4 de mayo | 15:30 |
| FC Erzgebirge Aue    | 0 - 2 | SC Paderborn 07    | Erzgebirgsstadion        | 4 de mayo | 15:30 |
| Karlsruher SC        | 2 - 2 | Fortuna Düsseldorf | Wildparkstadion          | 4 de mayo | 15:30 |
| Arminia Bielefeld    | 0 - 0 | FSV Frankfurt      | Schüco Arena             | 4 de mayo | 15:30 |

| Fortuna Düsseldorf | 4 - 2 | 1. FC Kaiserslautern | ESPRIT arena                  | 11 de mayo | 15:30 |
| Greuther Fürth     | 2 - 0 | SV Sandhausen        | Trolli Arena                  | 11 de mayo | 15:30 |
| FSV Frankfurt      | 2 - 0 | 1. FC Köln           | Frankfurter Volksbank Stadion | 11 de mayo | 15:30 |
| 1. FC Union Berlin | 1 - 1 | TSV 1860 München     | Alte Försterei                | 11 de mayo | 15:30 |
| FC St. Pauli       | 2 - 2 | FC Erzgebirge Aue    | Millerntor-Stadion            | 11 de mayo | 15:30 |
| SC Paderborn 07    | 2 - 1 | VfR Aalen            | Energieteam Arena             | 11 de mayo | 15:30 |
| FC Ingolstadt 04   | 2 - 0 | Energie Cottbus      | Audi Sportpark                | 11 de mayo | 15:30 |
| VfL Bochum         | 1 - 0 | Karlsruher SC        | Rewirpowerstadion             | 11 de mayo | 15:30 |
| Dinamo Dresde      | 2 - 3 | Arminia Bielefeld    | Glücksgas Stadion             | 11 de mayo | 15:30 |

### Campeón
|                                                    |
|                                                    |
| 1. FC Köln 3.er título Asciende a la 1. Bundesliga |
| También asciende SC Paderborn 07 como vicecampeón. |

## Play-offs de ascenso y descenso

### Partido por el ascenso
| 15 de mayo de 2014, 20:30 | Hamburgo S.V. | 0:0 | Greuther Fürth | Imtech Arena, Hamburgo                                   |  |
|                           |               |     |                | Asistencia: 56.479 espectadores Árbitro(s): Felix Zwayer |  |

| 18 de mayo de 2014, 17:00 | Greuther Fürth | 1:1 (0:1) | Hamburgo S.V. | Trolli Arena, Fürth                                      |                                                          |
|                           | Fürstner 59'   |           | Lasogga 14'   | Asistencia: 18.000 espectadores Árbitro(s): Knut Kircher | Asistencia: 18.000 espectadores Árbitro(s): Knut Kircher |

- El Hamburgo S.V. empató 1 - 1 en el resultado global y gracias a la regla del gol de visitante; dan como resultado la permanencia en la 1. Bundesliga para la próxima temporada.

### Partido por el descenso
| 16 de mayo de 2014, 20:30 | SV Darmstadt 98 | 1:3 (0:2) | Arminia Bielefeld                     | Stadion am Böllenfalltor, Darmstadt                       |                                                           |
|                           | Ivana 65'       |           | C. Müller 22' · Sahar 33' · Hille 85' | Asistencia: 16.300 espectadores Árbitro(s): Deniz Aytekin | Asistencia: 16.300 espectadores Árbitro(s): Deniz Aytekin |

| 19 de mayo de 2014, 20:30 | Arminia Bielefeld               | 2:4 (1:3; 0:1) (t. s.)(1:1 t. s.) | SV Darmstadt 98                                               | Schüco Arena, Bielefeld                                  |                                                          |
|                           | Burmeister 53' · Przybyłko 110' |                                   | Stroh-Engel 23' · Behrens 23' · Gondorf 79' · Da Costa 120+2' | Asistencia: 27.000 espectadores Árbitro(s): Jochen Drees | Asistencia: 27.000 espectadores Árbitro(s): Jochen Drees |

- El SV Darmstadt 98 empató 5 - 5 en el resultado global y gracias a la regla del gol de visitante; dan como resultado el ascenso a la 2. Bundesliga para la próxima temporada.

## Goleadores
- Actualizado el 3 de junio de 2014

| Pos. | Jugador             | Equipo               | Goles |
| ---- | ------------------- | -------------------- | ----- |
| 1°   | Jakub Sylvestr      | FC Erzgebirge Aue    | 16    |
| 2°   | Mahir Sağlık        | SC Paderborn 07      | 15    |
| 3°   | Ilir Azemi          | Greuther Fürth       | 14    |
| 4°   | Mohammadou Idrissou | 1. FC Kaiserslautern | 13    |
| 5°   | Simon Zoller        | 1. FC Kaiserslautern | 13    |
| 6°   | Charlison Benschop  | Fortuna Düsseldorf   | 12    |
| 7°   | Patrick Helmes      | 1. FC Köln           | 12    |
| 8°   | Torsten Mattuschka  | 1. FC Union Berlin   | 12    |
| 9°   | Alban Meha          | SC Paderborn 07      | 12    |
| 10°  | Sören Brandy        | 1. FC Union Berlin   | 11    |